# Сен-Дидье-ан-Донжон
Сен-Дидье́-ан-Донжо́н (фр. Saint-Didier-en-Donjon) — коммуна во Франции, находится в регионе Овернь. Департамент коммуны — Алье. Входит в состав кантона Ле-Донжон. Округ коммуны — Виши.
Код INSEE коммуны — 03226.

## Население
Население коммуны на 2008 год составляло 268 человек.
| 1962 | 1968 | 1975 | 1982 | 1990 | 1999 | 2008 |
| ---- | ---- | ---- | ---- | ---- | ---- | ---- |
| 470  | 503  | 415  | 373  | 311  | 284  | 268  |

## Экономика
В 2007 году среди 161 человека в трудоспособном возрасте (15—64 лет) 116 были экономически активными, 45 — неактивными (показатель активности — 72,0 %, в 1999 году было 69,1 %). Из 116 активных работали 105 человек (65 мужчин и 40 женщин), безработных было 11 (4 мужчин и 7 женщин). Среди 45 неактивных 10 человек были учениками или студентами, 19 — пенсионерами, 16 были неактивными по другим причинам.